# Kernia hippocrepida
Kernia hippocrepida är en svampart som beskrevs av Malloch & Cain 1971. Kernia hippocrepida ingår i släktet Kernia och familjen Microascaceae.  Arten är reproducerande i Sverige. Inga underarter finns listade i Catalogue of Life.